# Gianluca Curci
Gianluca Curci, född 12 juli 1985 i Rom, är en italiensk före detta fotbollsmålvakt.

## Karriär
Efter en längre tids sittande på bänken i AS Roma bestämde Curci sig för att gå med på en utlåning till Toscana-klubben Siena inför säsongen 08/09. 
I januari 2018 värvades Curci av AFC Eskilstuna, där han skrev på ett treårskontrakt. Efter säsongen 2018 lämnade Curci klubben.
Den 24 januari 2019 tillkännagavs att Curci skrivit på för allsvenska Hammarby IF på ett korttidskontrakt över 6 månader, med option på 1,5 år ytterligare.